# Miguel Spondyles
Miguel Spondyles (en griego, Μιχαὴλ Σπονδύλης, en italiano, Michele Sfrondilo) fue el catapán bizantino de Italia, de 1038 a 1039. 
Miguel fue un patricio bizantino, duque de Antioquía antes de que esta ciudad fuera definitivamente perdida por el Imperio bizantino a manos de los turcos selyúcidas. Fue enviado al Catapanato de Italia, todo lo que quedaba de la Italia bizantina antes de su conquista por los normandos y llegó a Bari en 1038, en apoyo de la expedición siciliana del general Jorge Maniaces. Probablemente reemplazó a Constantino Opo como catapán antes de que Nicéforo Dukiano pudiera asumir ese puesto al año siguiente, en 1039. 